# 于渌
于渌（1937年8月22日—），男，江苏镇江人，中国理论物理学家，中国科学院院士，主要从事高温超导、强关联电子体系、低维量子系统等方面的研究。

## 生平
1961年毕业于苏联国立哈尔科夫大学理论物理专业。
1990年当选为第三世界科学院院士。
1999年当选为中国科学院院士。

## 获奖
1987年获中国科学院科技进步奖一等奖、1999年获中国科学院自然科学奖一等奖、2000年获国家自然科学奖二等奖。